# Achères (Cher)
Achères település Franciaországban, Cher megyében. Lakosainak száma 332 fő (2022. január 1.). Achères Henrichemont, Ivoy-le-Pré, Menetou-Salon, Méry-ès-Bois, Quantilly és Saint-Palais községekkel határos.

## Népesség
A település népessége az elmúlt években az alábbi módon változott:
| Lakosok száma | 265  | 273  | 335  | 355  | 376  | 378  | 380  | 380  | 364  | 332  |
|               | 1968 | 1982 | 1990 | 2006 | 2013 | 2015 | 2017 | 2019 | 2020 | 2022 |